# RS-873
La RS-873 est une route locale de la mésorégion métropolitaine de Porto Alegre, dans l'État du Rio Grande do Sul, qui relie la BR-116, sur le territoire de la municipalité de Morro Reuter, à la commune de Santa Maria do Herval. Elle dessert ces deux seules villes, et est longue de 14,360 km.